# Corydalis chingii
Corydalis chingii är en vallmoväxtart som beskrevs av Friedrich Karl Georg Fedde. Corydalis chingii ingår i släktet nunneörter, och familjen vallmoväxter. Inga underarter finns listade i Catalogue of Life.